# 千田浩之
千田 浩之（せんだ ひろゆき、10月24日 - ）は、日本の漫画家。男性。神奈川県出身。

## 略歴
- 2006年 - 第31回ジャンプ十二傑新人漫画賞（2005年10月期）に「れっつしんがぁそんぐ〜Let's sing a song〜」（未発表作品）を応募し、選外佳作となったもののオリジナリティに優れる作品として評価された。久保帯人特別賞を受賞[2]。
- 2013年 - 読切「放課後混声合唱団」を『月刊コミックゼノン』2013年9月号掲載。第18回マンガオーディション準優秀賞受賞[3]。
- 2015年 - 「死体見学」を個人HPにて13.5話まで配信(同年9月17日-2016年4月12日)。翌年『あしたのヤングジャンプ』ほか漫画配信サイトにてウェブ配信。翌々年には電子書籍化を果たす。
- 2016年 - 「死体見学」「終末のブルーモーメント」がモーツー × ITAN 即日新人賞その5 in コミティア117の最終選考作まで上る[4]。
- 2018年 - Twitter漫画「ウミちゃんとロボちゃん」にて第1回くらツイ漫画賞にエントリー、推しツイ賞受賞[5]。
- 2021年 - 『ウルトラジャンプ』（集英社）8月号より人型兵器を描いた『兵器少女』の連載を開始[6][7]。

## 人物
個人で創作活動を行いながらアシスタントを勤める。町田・デザイン専門学校まんが科卒業。2005年ごろにはすでに漫画を描き始めており、アシスタントもその頃から始めた。
青戸成と同じ漫画家の元でのアシスタントも経験している。
展示即売会で出展販売した漫画はアメリカン・コミックス調の着彩が特徴的で、世界観はファンタジーSF、ほのぼのとした話も多く、Twitterで公開した漫画「名探偵と魔法使いの助手」「兵器少女」シリーズが話題となっている。

## 作品リスト

### 連載
- 兵器少女（『ウルトラジャンプ』2021年8月号[13][6] - 2023年3月号[14][15]、全3巻）

### 読み切り
- 放課後混声合唱団（『月刊コミックゼノン』2013年9月号）
- 瓶詰めの人魚（『少年ジャンプ+』2020年6月1日[16][17]）

### Web公開作品
- 死体見学 全1巻（個人HP・『あしたのヤングジャンプ』など、2017年：クリエイティブエンタテインメント → 2019年：マンガハックPerry） - 電子書籍での刊行

### 同人誌
- 兵器少女（Twitter、サークル：トマトビーチ、コミティア128、2019年5月12日）[12]
  - 兵器少女2（サークル：トマトビーチ、コミティア130、2019年11月24日）
  - 兵器少女と戦場で…（サークル：トマトビーチ、C97、2019年12月30日）
  - 兵器少女3（サークル：トマトビーチ、2020年4月26日）
  - 兵器少女4（サークル：トマトビーチ、コミティア136、2021年6月6日）

### その他
- よしむらかな『MURCIELAGO -ムルシエラゴ-』第20巻（2021年10月25日発売[18]） - イラスト寄稿[18]

## 受賞
- 2006年 第31回ジャンプ十二傑新人漫画賞（2005年10月期、集英社） 久保帯人特別賞「れっつしんがぁそんぐ～Let's sing a song～」（未発表作品）[2]
- 2013年 第18回マンガオーディション（コアミックス） 準優秀賞「放課後混声合唱団」[3]
- 2018年 第1回くらツイ漫画賞 推しツイ賞（新潮社）「ウミちゃんとロボちゃん」[5]
- 2020年 週刊少年ジャンプに絶対載る！ Twitterラブコメマンガ賞（集英社） 準大賞「瓶詰めの人魚」[16]

## 師匠
- 西義之[19]